# Военное кладбище (Стара-Гадка)
Военное кладбище (пол. Cmentarz wojenny) — воинское кладбище, находящееся на улице Чарторыйского в юго-восточной части деревни Стара-Гадка Лодзинского воеводства, Польша. Военное кладбище граничит с кладбищем прихода святого Максимилиана Кольбе.

## История
На кладбище покоятся немецкие солдаты, погибшие во время Первой мировой войны в сражении при Лодзи. Этим солдатам посвящён обелиск с надписями на латинском языке «Pro Patria» (За Родину) и немецком языке «Hier ruhen in Gott 2000 Tapfere Krieger» (Здесь покоятся в Боге 2000 солдат).
На кладбище также захоронены немецкие солдаты немецкой армии, погибшие во время Польской кампании 1939 года.
В начале 70-х годов XX столетия на кладбище были перенесены останки немецких и советских солдат, погибших во время Второй мировой войны и захороненных на военном кладбище в парке Свободы в городе Пабьянице.